# Philippe Blay
Vous pouvez aider à l'améliorer ou bien discuter des problèmes sur sa page de discussion.
- Il ne s’appuie pas, ou pas assez, sur des sources secondaires ou tertiaires. (Marqué depuis février 2018)
- Sa forme n’est pas encyclopédique et ressemble trop à un curriculum vitæ. Modifiez le texte pour aider à le transformer en article neutre. (Marqué depuis février 2018)

- Archive Wikiwix
- Bing
- Cairn
- DuckDuckGo
- E. Universalis
- Gallica
- Google
- G. Books
- G. News
- G. Scholar
- Persée
- Qwant
- (zh) Baidu
- (ru) Yandex
- (wd) trouver des œuvres sur Wikidata

Pour les articles homonymes, voir Blay (homonymie).
Philippe Blay, né en avril 1960, est un musicologue français, conservateur en chef honoraire à la Bibliothèque nationale de France (BnF), spécialiste du théâtre lyrique en France sous la Troisième République et du compositeur Reynaldo Hahn.

## Parcours professionnel
Philippe Blay a étudié au conservatoire à rayonnement régional de Nice, à l'université de Nice, à l'université de Provence Aix-Marseille I, au Conservatoire national supérieur de musique et de danse de Paris, ainsi qu'à l'École nationale supérieure des sciences de l'information et des bibliothèques. Il a également étudié l'écriture musicale avec le compositeur et pédagogue Julien Falk. Il est agrégé de musique (1985) et docteur en musicologie de l'université de Tours (1999).
Tout d'abord conservateur à la médiathèque Hector Berlioz du Conservatoire national supérieur de musique et de danse de Paris, puis au musée de la Musique de la Cité de la musique-Philharmonie de Paris, il rejoint en 1998 la Bibliothèque nationale de France.
Philippe Blay est membre associé de l'Institut de recherche en musicologie (IReMus, UMR 8223) et membre du comité de rédaction de la collection « L’Opéra français » éditée chez Bärenreiter sous la direction éditoriale de Paul Prévost.

## Publications
- Articles dans Analyse musicale, Bulletin d’informations proustiennes, Bulletin Marcel Proust, Revue d’histoire littéraire de la France, Revue de musicologie, Revue d’études proustiennes, Revue germanique internationale, Revue musicale de Suisse romande, Romantisme ; dans plusieurs dictionnaires et ouvrages collectifs.
- (Dir.) Musée de la Musique : guide, Paris : musée de la Musique (Cité de la musique), Éditions de la Réunion des musées nationaux, impr. 1997, 271 p.
- (Dir. avec Raphaëlle Legrand) Sillages musicologiques : hommages à Yves Gérard, Paris : C.N.S.M.D.P., 1997, 337 p[2].
- L'Île du rêve de Reynaldo Hahn : contribution à l'étude de l'opéra français de l'époque fin-de-siècle, Villeneuve d’Ascq : Presses universitaires du Septentrion, 2000, 3 vol., coll. Thèse à la carte[3].
- « Grand Siècle et Belle Époque : La Carmélite de Reynaldo Hahn », in Aspects de l’opéra français de Meyerbeer à Honegger, ouvrage coordonné par Jean-Christophe Branger et Vincent Giroud, Lyon : Symétrie, Palazzeto Bru Zane, cop. 2009, p. 153-170, coll. Perpetuum mobile[4].
- (Dir.) Reynaldo Hahn, un éclectique en musique, Arles : Actes Sud, Palazzetto Bru Zane, 2015, 504 p. Actes du colloque « Reynaldo Hahn : un éclectique en musique », Venise, Palazzetto Bru Zane – Centre de musique romantique française, 11-12 mai 2011[5],[6],[7],[8]. Prix du temps retrouvé (Prix des Muses 2016)[9].
- (En collab. avec Jean-Christophe Branger et Luc Fraisse) Marcel Proust et Reynaldo Hahn : une œuvre à quatre mains, avant-propos d’Eva de Vengohechea, Paris : Classiques Garnier, 2018, coll. Bibliothèque proustienne, no  21[10].
- Reynaldo Hahn, [Paris] : Fayard, 2021, 702 p.[11],[12]. (Prix du Livre France Musique-Claude Samuel de la biographie 2022 ; Prix Pelléas 2022 ; Prix du meilleur livre sur la musique du 59e palmarès des prix de la critique théâtre, musique et danse 2021-2022 ; Prix Alfred-Verdaguer de l’Institut de France sur proposition de l’Académie française)
- (Éd.) Reynaldo Hahn, Journal : 1890-1945, anthologie établie, présentée et annotée par Philippe Blay, sous la direction de Jean-Yves Tadié, préface de J.-Y. Tadié, postface de Mathias Auclair, [Paris] : Gallimard, Bibliothèque nationale de France, 401 p., 2022, coll. Blanche.